# Lee Jae-sung
Lee Jae-sung (Ulsan, 10 augustus 1992) is een Zuid-Koreaanse voetballer die doorgaans als middenvelder speelt. Hij verruilde Holstein Kiel in juli 2021 transfervrij voor FSV Mainz. Lee debuteerde in 2015 in het Zuid-Koreaans voetbalelftal.

## Carrière
Lee volgde de jeugdopleiding van de Universiteit van Korea en debuteerde op 18 maart 2014 in het betaald voetbal. Hij won toen met Jeonbuk Hyundai Motors een wedstrijd in de K League 1 uit bij Incheon United (0–1). Hij speelde de hele wedstrijd. Lee kwam in zijn debuutseizoen 26 competitiewedstrijden in actie en werd daarin meteen landskampioen met Jeonbuk. Hij speelde dat jaar ook zijn eerste wedstrijden in de AFC Champions League. Lee speelde in de volgende seizoenen meer dan honderd competitiewedstrijden voor Jeonbuk Hyundai Motors. Hij werd in 2015 verkozen tot grootste talent van de K League 1 en in 2017 tot beste speler. In beide seizoenen werden zijn ploeggenoten en hij opnieuw landskampioen. Lee won in 2016 de AFC Champions League 2016 met Jeonbok en miste dat toernooi zelf geen minuut. 
Lee verhuisde in juli 2018 naar Duitsland om daar te gaan spelen voor Holstein Kiel. Daarmee speelde hij drie seizoenen in de 2. Bundesliga. Hij werd in 2020/21 derde met  zijn ploeggenoten, waarmee de club een promotie/degradatie-wedstrijd verdiende tegen de nummer zestien van de Bundesliga, 1. FC Köln. Nadat Holstein Kiel het eerste duel met 0–1 won, verloor het de terugwedstrijd met 1–5 (ondanks dat Lee zijn ploeg nog op gelijke hoogte bracht). Hiermee bleef een debuut in de Bundesliga uit voor Holstein Kiel. Dat gold niet voor Lee zelf. Hij was opgevallen bij FSV Mainz, de nummer twaalf van Duitsland dat jaar. Dat lijfde hem in juli 2021 transfervrij in.

## Clubstatistieken
| Seizoen | Club                   | Competitie    | Competitie | Competitie | Beker | Beker | Internationaal | Internationaal | Totaal | Totaal |
| Seizoen | Club                   | Competitie    | Wed.       | Dlp.       | Wed.  | Dlp.  | Wed.           | Dlp.           | Wed.   | Dlp.   |
| ------- | ---------------------- | ------------- | ---------- | ---------- | ----- | ----- | -------------- | -------------- | ------ | ------ |
| 2014    | Jeonbuk Hyundai Motors | K League 1    | 26         | 4          | 2     | 0     | 7              | 1              | 35     | 5      |
| 2015    | Jeonbuk Hyundai Motors | K League 1    | 34         | 7          | 1     | 0     | 9              | 2              | 44     | 9      |
| 2016    | Jeonbuk Hyundai Motors | K League 1    | 32         | 3          | 1     | 0     | 13             | 1              | 46     | 4      |
| 2017    | Jeonbuk Hyundai Motors | K League 1    | 28         | 8          | 0     | 0     | —              | —              | 28     | 8      |
| 2018    | Jeonbuk Hyundai Motors | K League 1    | 17         | 4          | 0     | 0     | 8              | 1              | 25     | 5      |
| Totaal  | Totaal                 | Totaal        | 137        | 26         | 4     | 0     | 37             | 5              | 178    | 31     |
| 2018/19 | Holstein Kiel          | 2. Bundesliga | 29         | 5          | 2     | 0     | –              | –              | 31     | 5      |
| 2019/20 | Holstein Kiel          | 2. Bundesliga | 31         | 9          | 2     | 1     | –              | –              | 33     | 10     |
| 2020/21 | Holstein Kiel          | 2. Bundesliga | 33         | 5          | 5     | 2     | –              | –              | 38     | 7      |
| Totaal  | Totaal                 | Totaal        | 93         | 19         | 9     | 3     | 0              | 0              | 102    | 22     |
| 2021/22 | FSV Mainz              | Bundesliga    | 27         | 4          | 3     | 0     | –              | –              | 30     | 4      |
| 2022/23 | FSV Mainz              | Bundesliga    | 34         | 7          | 2     | 0     | –              | –              | 36     | 7      |
| Totaal  | Totaal                 | Totaal        | 61         | 11         | 5     | 0     | 0              | 0              | 66     | 11     |

Bijgewerkt t/m 13 juli 2023

## Interlandcarrière
Lee debuteerde op 27 maart 2015 in het Zuid-Koreaans voetbalelftal, tijdens een oefeninterland thuis tegen Oezbekistan (1–1). Zijn eerste doelpunt voor de nationale ploeg volgde vier dagen later. Hij zorgde toen voor de enige goal van de wedstrijd tijdens een oefeninterland thuis tegen Nieuw-Zeeland. Lee won in zowel 2015 als 2017 het Oost-Aziatisch kampioenschap voetbal met Zuid-Korea. Hij werd in 2017 zelf uitgeroepen tot beste speler van het toernooi. Lee kwam eveneens uit op het WK 2018 in Rusland, waar de selectie onder leiding van bondocach Shin Tae-yong in de groepsfase werd uitgeschakeld. De ploeg verloor van achtereenvolgens Zweden (0–1) en Mexico (1–2). Ze won in het afsluitende groepsduel wel met 2–0 van titelverdediger Duitsland, waardoor Die Mannschaft eveneens de koffers kon pakken. Hij was in alle drie de groepswedstrijden basisspeler. Lee behoorde ook tot de Zuid-Koreaanse selectie op het WK 2022. Hij speelde drie van de vier wedstrijden die zijn land actief was tijdens dat toernooi.

## Erelijst
| Competitie                   | Aantal                 | Jaren                  |                        |                        |
| Jeonbuk Hyundai Motors       | Jeonbuk Hyundai Motors | Jeonbuk Hyundai Motors | Jeonbuk Hyundai Motors | Jeonbuk Hyundai Motors |
| ---------------------------- | ---------------------- | ---------------------- | ---------------------- | ---------------------- |
| AFC Champions League         | 1x                     | 2016                   |                        |                        |
| K League 1                   | 3x                     | 2014, 2015, 2017       |                        |                        |
| Zuid-Korea -23               |                        |                        |                        |                        |
| Aziatische Spelen            | 1x                     | 2014                   |                        |                        |
| Zuid-Korea                   |                        |                        |                        |                        |
| Oost-Aziatisch kampioenschap | 2x                     | 2015, 2017             |                        |                        |

1 Rieß ·
2 Mwene ·
3 Jenz ·
4 Barkok ·
5 Leitsch ·
6 Sano ·
7 Lee ·
8 Nebel ·
9 Onisiwo ·
11 Sieb ·
14 Hong ·
16 Bell ·
17 Vidović ·
18 Amiri ·
19 Caci ·
21 Da Costa ·
22 Veratschnig ·
25 Hanche-Olsen ·
27 Zentner ·
29 Burkardt ·
30 Widmer  ·
31 Kohr ·
33 Batz ·
41 Shabani ·
44 Weiper ·
47 Dal ·
Coach: Henriksen
· Assistent-coach: Silberbauer
1 Kim Seung-gyu ·
2 Lee Yong ·
3 Jung Seung-hyun ·
4 Oh Ban-suk ·
5 Yun Young-sun ·
6 Park Joo-ho ·
7 Son Heung-min ·
8 Ju Se-jong ·
9 Kim Shin-wook ·
10 Lee Seung-woo ·
11 Hwang Hee-chan ·
12 Kim Min-woo ·
13 Koo Ja-cheol ·
14 Hong Chul ·
15 Jung Woo-young ·
16 Ki Sung-yong  ·
17 Lee Jae-sung ·
18 Moon Seon-min ·
19 Kim Young-gwon ·
20 Jang Hyun-soo ·
21 Kim Jin-hyeon ·
22 Go Yo-han ·
23 Cho Hyun-woo ·
Coach: Shin Tae-yong
1 Kim S. ·
2 Yoon ·
3 Kim J. ·
4 Kim Mi. ·
5 Jung ·
6 Hwang I. ·
7 Son H.  ·
8 Paik ·
9 Cho G. ·
10 Lee J. ·
11 Hwang H. ·
12 Song B. ·
13 Son J. ·
14 Hong ·
15 Kim Mo. ·
16 Hwang U. ·
17 Na ·
18 Lee K. ·
19 Kim Y. ·
20 Kwon K. ·
21 Jo ·
22 Kwon C. ·
23 Kim T. ·
24 Cho Y. ·
25 Jeong ·
26 Song M. ·
Coach: Bento